# Systémová teorie
Systémová teorie Niklase Luhmanna vychází z obecné teorie systémů, kterou definoval biolog Ludwig von Bertalanffy, hledající zákony, které platí jak pro systémy fungující v organismech, tak pro společenské systémy. Takovými zákonitostmi jsou například komplexnost, dynamická rovnováha a samo-organizace. Luhmannova teorie poté přichází s myšlenkou, že existence systému je založena na komunikaci mezi jednotlivými členy společnosti, čímž se sama společnost a její prostředí tvoří.

## Princip systémové teorie
Společenský systém je založený na síti komunikace mezi lidmi, která je definována společností jako „autopoietický“ systém, což znamená, že se tento systém sám vytváří a udržuje, čímž se stává sebereferenčním, samostatným a tím pádem odlišným od jeho prostředí. Tato teorie o sociálních systémech se prolíná mezi třemi kategoriemi: společenské systémy, organizační systémy a interakční systémy. Luhmann považoval společenské systémy, jako je náboženství, právo, umění, vzdělání, věda atd., za uzavřené systémy skládající se z různých oblastí interakce. Organizace byly definovány jako síť rozhodnutí, která se samy reprodukují; jeho definice je obtížně aplikovatelná z hlediska nalezení skutečného příkladu. Interakční systémy jsou systémy, které se reprodukují spíše na základě komunikace než na rozhodování.

## Sociální a psychické systémy
Hlavním zaměřením Luhmannovy systémové teorie jsou právě sociální systémy, jež jsou doprovázeny psychickými systémy, které mezi ně nepatří a jsou zařazeny pouze do jejich okolí. Dle slov Ilja Šrubaře by bez nich sociální systémy nemohly existovat. Hlavním rozdílem je, že sociální systémy vznikají na základě komunikace, zatímco ty psychické nikoliv, jelikož jsou tvořeny vědomími, která sama mezi sebou komunikovat nemohou. Sociální systémy jsou však tvořeny šumy, pomocí kterých se snaží psychické systémy komunikovat, což dokládá jejich vzájemnou důležitost. Pro společenské systémy je tedy specifické to, že jsou tvořeny komunikací, tudíž všude, kde ke komunikaci dochází, vzniká sociální systém. Jak už bylo uvedeno, Luhmann sociální systémy, které zahrnují vesměs celou společnost, dále dělí na tři další systémy:

### Interakční systémy
Jako interakční systém označuje Luhmann nejjednodušší formu sociálního systému. Pro tento systém je důležitá místní i časová přítomnost účastníků interakce, ale zároveň se musí interakci věnovat svoji pozornost. Interakce vzniká díky společnému tématu, které poutá obě individua účastnící se interakce. Interakční systémy jsou ovlivňovány velkým počtem vlivů, a proto jsou velmi lehce rozložitelné.

### Organizační systémy
Organizační systémy se vyznačují vysokou komplexností, tím se liší například od systémů interakčních. Tuto komplexnost způsobuje mnohem složitější forma organizace a strukturace. Organizační systémy nevyžadují stálou přítomnost členů organizace. Z toho vyplývá, že členství v organizaci je jediná podmínka existence organizačních systémů. To znamená, že organizační systém přežívá jak dočasnou nepřítomnost jeho členů, tak jejich obměnu, a jedná se tak o systém permanentní. Organizační systémy jsou funkcionálně stabilizovány, na rozdíl od interakčních systémů, které jsou stabilizovány emocionálně. Funkcionální stabilizace neznamená nic jiného než to, že u členů organizace je jasně a zřetelně separován osobní a pracovní svět.
Co je naopak stejné pro organizační i interakční systémy, je vystavení vnějším vlivům a tedy i ovlivnění podobnými faktory. Jedná se například o biologický faktor a přirozené a sociokulturní prostředí. Mezi biologické faktory se řadí například fyzické vyčerpání členů organizace. Přirozeným prostředím chápeme klimatické podmínky nebo geografickou vzdálenost. Do sociokulturního prostředí se sdružují témata jako kultura, politika, právní systém nebo náboženství.

### Společenské systémy
Pro Luhmanna je společnost sociálním systémem, který je výsledkem interakcí mezi individui. Luhmann tvrdí, že všechny společnosti mají problematický vztah k interakcím a naopak. Společnost je tedy pojmem, který označuje rozsáhlý sociální systém. Luhmann v podstatě označuje veškerou komunikaci jako společnost a tudíž komunikace určuje společnost. Důležitý je také evoluční pohled na společnost. Luhmann věří, že společnosti se vyvíjejí k stále komplexnějším celkům. Komplexní společnosti se se svou stále vyšší komplexitou vyrovnávají diferenciací. Evoluci dle Luhmanna pomáhají hlavně interakce mezi členy společnosti, které iniciují změny.